# Blantyre (Szkocja)
Blantyre (gael. Baile an t-Saoir) – miasto w środkowej Szkocji, w hrabstwie South Lanarkshire, położone na południowym brzegu rzeki Clyde, w sąsiedztwie miasta Hamilton. W 2011 roku liczyło 17 240 mieszkańców.
W XIII wieku założony został tu klasztor augustiański. Wieś High Blantyre w 1598 roku otrzymała status burgh. Rozwój miasta nastąpił w XVIII-XIX wieku, za sprawą rewolucji przemysłowej. W 1785 roku powstały tu zakłady włókiennicze, a w późniejszych latach rozpoczęto eksploatację okolicznych złóż węgla. Ponadto w mieście rozwinął się przemysł maszynowy oraz chemiczny. 22 października 1877 roku miała tu miejsce największa w historii Szkocji katastrofa górnicza, w której zginęło 207 górników.
W 1813 roku urodził się tu David Livingstone, misjonarz i badacz Afryki. W Blantyre mieści się poświęcone mu muzeum.